# Kaalkoplijstertimalia
De kaalkoplijstertimalia (Melanocichla calva synoniem: Garrulax calvus) is een zangvogel uit de familie Timaliidae (timalia's).

## Verspreiding en leefgebied
Deze soort komt voor in de bergen van noordelijk Borneo.

## Status
De grootte van de populatie is niet gekwantificeerd maar de soort wordt omschreven als plaatselijk schaars tot algemeen. Op de Rode lijst van de IUCN heeft deze soort de status niet bedreigd.